# Puer algericus
Puer algericus is een insect uit de familie van de vlinderhaften (Ascalaphidae), die tot de orde netvleugeligen (Neuroptera) behoort. 
Puer algericus is voor het eerst wetenschappelijk beschreven door Van der Weele in 1909.